# NGC 4097
NGC 4097 (również PGC 38363 lub UGC 7092) – galaktyka soczewkowata (S0), znajdująca się w gwiazdozbiorze Wielkiej Niedźwiedzicy. Odkrył ją William Herschel 1 maja 1785 roku.